# Bełżec (làng)
Bełżec (phát âm [ˈbɛu̯ʐɛt͡s]) là một ngôi làng ở Tomaszów Lubelski, Lublin Voivodeship, ở miền đông Ba Lan. Đó là khu hành chính của Gmina Bełżec. Nó nằm cách khoảng 8 kilômét (5 mi) về phía nam của Tomaszów Lubelski và 114 km (71 mi) về phía đông nam của thủ đô khu vực Lublin. Ngôi làng nằm trong khu vực lịch sử Galicia.
Trong Thế chiến II, đây là nơi tọa lạc của trại hủy diệt Belzec của Đức quốc xã.

## Lịch sử
Vào năm 1887, Bełżec đã có tuyến đường sắt đến Lwów, một trong những trung tâm lớn nhất trong khu vực, qua Rawa Ruska (hiện ở phía tây Ukraine). Bełżec trở thành một trung tâm đường sắt chính thức vào năm 1916, với tuyến đường hoàn toàn mới tới Lublin qua Rejowiec và một mặt bằng với một nhà máy lớn. Trong Thế chiến II, ngôi làng nằm trên biên giới của ba huyện mới của Chính phủ chung được tạo ra bởi Đức Quốc xã: Distrikt Lublin với thủ đô ở Lublin, Distrikt Krakau tập trung vào Kraków, và Quận Galizien (được tạo ra vào ngày 01 tháng 9 năm 1941 ngay sau chiến dịch Barbarossa) với thủ đô ở Lwów. Khoảng 1 triệu người Do Thái Ba Lan đã sống ở đó trong thời kỳ Holocaust ở Ba Lan trong cái gọi là khu trại tập trung Lublin. Đó là lý do tại sao ở đồi Kozielsk gần đó khoảng 500 mét (1.600 ft) từ ga xe lửa, Đức Quốc xã đã xây dựng các buồng khí cố định đầu tiên của kế hoạch thảm sát mang tên Giải pháp cuối cùng cho Câu hỏi của người Do Thái. Từ 430.000 đến 500.000 người được cho là đã bị sát hại tại trại hủy diệt Bełżec từ tháng 3 đến tháng 12 năm 1942.

Nhà ga Bełżec bị một máy bay chiến đấu của Liên Xô ném bom vào ngày 4 tháng 7 năm 1944, đốt cháy đạn dược và chất nổ từ tàu chở hàng của quân đội Đức. Các vụ nổ và hỏa hoạn sau đó đã thiêu rụi hơn 50 tòa nhà gần đó cùng với chính nhà ga xe lửa. Một số công nhân đường sắt đã thiệt mạng. Nhà ga xe lửa lịch sử không bao giờ được xây dựng lại. Một nhà ga mới đã được dựng lên cách đó 0.5 km vào thời kỳ Ba Lan sau chiến tranh.